# Эль-Кааби, Аюб
Аю́б Эль-Кааби́ (араб. أيوب الكعبي‎; фр. Ayoub El Kaabi; родился 26 июня 1993, Касабланка, Марокко) — марокканский футболист, нападающий клуба «Олимпиакос» и сборной Марокко. Участник чемпионата мира 2018 года.

## Клубная карьера
Эль-Кааби начал карьеру в клубе «Расинг» из своего родного города. В составе клуба он дебютировал во Втором дивизионе чемпионата Марокко. В сезоне 2016/2017 Аюб стал одним из лучших бомбардиров и летом перешёл в «Ренессанс Беркан», где продолжил активно забивать голы уже в чемпионате Марокко. Летом 2018 года после чемпионата мира, Эль-Кааби перешёл в китайский «Хэбэй Чайна Форчун». Сумма трансфера составила 5 млн евро. 28 июля в матче против «Гуанчжоу Фули» он дебютировал в китайской Суперлиге. 2 августа в поединке против «Бэйцзин Гоань» Аюб забил свой первый гол за «Хэбэй Чайна Форчун». В 2019 году Эль-Кааби на правах аренды вернулся в Марокко в клуб Видад.
Летом 2021 года Эль-Кааби перешёл в турецкий «Хатайспор». 23 августа в матче против «Галатасарая» он дебютировал в турецкой Суперлиге. 28 августа в поединке против «Аланьяспора» Аюб забил свой первый гол за «Хатайспор».

## Международная карьера
В начале 2018 года Эль-Кааби попал в заявку национальной команды на участие в домашнем чемпионате африканских наций. 13 января в матче группового этапа против сборной Мавритании он дебютировал за сборную Марокко. В этом же поединке Аюб сделал «дубль», забив свои первые голы за сборную. В следующем поединке против сборной Гвинеи он сделал хет-трик. Также Эль-Кааби принял участие в матчах против команд Судана, Намибии, Ливии и Нигерии. Он забил на турнире 9 мячей и стал его лучшим бомбардиром и победителем.
В 2018 году Эль-Кааби принял участие в чемпионате мира в России. На турнире он сыграл в матчах против Ирана и Португалии.
В 2022 году Эль-Кааби принял участие в Кубке Африки 2021 в Камеруне. На турнире он сыграл в матчах против команд Комор, Габона и Малави.

### Голы за сборную Марокко
| #   | Дата            | Место                                    | Противник    | Результат | Счет | Соревнование                     |
| --- | --------------- | ---------------------------------------- | ------------ | --------- | ---- | -------------------------------- |
| 01. | 13 января 2018  | Мохамед V, Касабланка, Марокко           | Мавритания   | 1:0       | 4:0  | Чемпионат африканских наций 2018 |
| 02. | 13 января 2018  | Мохамед V, Касабланка, Марокко           | Мавритания   | 3:0       | 4:0  | Чемпионат африканских наций 2018 |
| 03. | 17 января 2018  | Мохамед V, Касабланка, Марокко           | Гвинея       | 1:0       | 3:1  | Чемпионат африканских наций 2018 |
| 04. | 17 января 2018  | Мохамед V, Касабланка, Марокко           | Гвинея       | 2:0       | 3:1  | Чемпионат африканских наций 2018 |
| 05. | 17 января 2018  | Мохамед V, Касабланка, Марокко           | Гвинея       | 3:0       | 3:1  | Чемпионат африканских наций 2018 |
| 06. | 27 января 2018  | Мохамед V, Касабланка, Марокко           | Намибия      | 1:0       | 2:0  | Чемпионат африканских наций 2018 |
| 07. | 31 января 2018  | Мохамед V, Касабланка, Марокко           | Ливия        | 1:0       | 3:1  | Чемпионат африканских наций 2018 |
| 08. | 31 января 2018  | Мохамед V, Касабланка, Марокко           | Ливия        | 2:0       | 3:1  | Чемпионат африканских наций 2018 |
| 09. | 4 февраля 2018  | Мохамед V, Касабланка, Марокко           | Нигерия      | 4:0       | 4:0  | Чемпионат африканских наций 2018 |
| 10. | 27 марта 2018   | Мохамед V, Касабланка, Марокко           | Узбекистан   | 1:0       | 2:0  | Товарищеский матч                |
| 11. | 4 июня 2018     | Стад де Женев, Женева, Швейцария         | Словакия     | 1:1       | 2:1  | Товарищеский матч                |
| 12. | 26 января 2021  | Стад де ла Реюнификацьон, Дуала, Камерун | Уганда       | 1:1       | 5:2  | Чемпионат африканских наций 2020 |
| 13. | 31 января 2021  | Стад де ла Реюнификацьон, Дуала, Камерун | Замбия       | 3:0       | 3:1  | Чемпионат африканских наций 2020 |
| 14. | 7 февраля 2021  | Стад Ахмаду Ахиджо, Яунде, Камерун       | Мали         | 2:0       | 2:0  | Чемпионат африканских наций 2020 |
| 15. | 6 октября 2021  | Принц Молай Абделла, Рабат, Марокко      | Гвинея-Бисау | 1:0       | 3:0  | Чемпионат мира 2022 квалификация |
| 16. | 9 октября 2021  | Мохамед V, Касабланка, Марокко           | Гвинея-Бисау | 2:0       | 3:0  | Чемпионат мира 2022 квалификация |
| 17. | 9 октября 2021  | Мохамед V, Касабланка, Марокко           | Гвинея-Бисау | 2:0       | 3:1  | Чемпионат мира 2022 квалификация |
| 18. | 12 октября 2021 | Мохамед V, Касабланка, Марокко           | Гвинея       | 1:0       | 4:1  | Чемпионат мира 2022 квалификация |
| 19. | 16 октября 2021 | Мохамед V, Касабланка, Марокко           | Гвинея       | 3:0       | 3:1  | Чемпионат мира 2022 квалификация |

## Достижения

### Командные
«Олимпиакос»
- Чемпион Греции: 2024/25
- Обладатель Кубка Греции: 2024/25
- Победитель Лиги Конференций УЕФА: 2023/24

Сборная Марокко
- Победитель Чемпионата африканских наций: 2018

### Индивидуальные
- Лучший бомбардир чемпионата африканских наций: 2018 (9 голов)
- Лучший бомбардир Лиги конференций УЕФА: 2023/24[18]
- Лучший бомбардир Лиги Европы УЕФА: 2024/25
- Вошёл в символическую сборную Лиги конференций УЕФА: 2023/24[19]
- Игрок сезона в Лиге конференций УЕФА: 2023/24[20]